# Липов Андрій Юрійович
Андрій Юрійович Липов (нар. 23 листопада 1969 року, Москва) — російський державний діяч, керівник Федеральної служби з нагляду у сфері зв'язку, інформаційних технологій і масових комунікацій (Роскомнагляд) з 29 березня 2020 року.

## Біографія
Народився 23 листопада 1969 року в Москві.
У 1992 році закінчив факультет кібернетики МІРЕА.
Із 1996 року був співвласником і гендиректором московської телекомунікаційної компанії «Онлайн ресурс центр», що займалася наданням доступу в інтернет.
Із 2008 року обіймав різні посади в Департаменті державної політики в галузі інформатизації та інформаційних технологій Міністерства зв'язку та масових комунікацій, був заступником начальника відділу програм розвитку, начальником відділу інформаційних технологій, заступником директора департаменту.
Із 2010 по 2012 рік — директор Департаменту державної політики в галузі інформатизації та інформаційних технологій Міністерства зв'язку та масових комунікацій. Брав участь у проєктуванні архітектури електронного уряду в РФ і створенні його конструктивних елементів, таких як: СМЕВ, Єдина система ідентифікації та аутентифікації, Портал державних послуг Російської Федерації. У рейтингу розвитку електронного уряду ООН за 2012 рік Росія піднялася на 32 позиції, з 59 на 27 місце.
Департамент домігся заборони для органів влади вимагати від громадян документи, що знаходяться в розпорядженні інших органів влади, з метою забезпечити юридичну значимість результатів надання держпослуг в електронному вигляді і позбавити громадян від збору довідок. Після прийняття Федерального закону "Про організацію надання державних і муніципальних послуг " від 27.07.2010 N 210-ФЗ і зміни адміністративних регламентів до кінця 2011 року на єдиний портал держпослуг були виведені 34 319 послуги, в тому числі 945 федеральних, 11 739 регіональних, 21 608 муніципальних і 27 інших, в електронному вигляді надавалися 511 послуг, з яких 371 — регіональні і 140 — федеральні. Департамент відповідав за виведення послуг на портал.
Із 12 липня 2012 року працював начальником управління президента з розвитку інформаційно-комунікаційних технологій та інфраструктури зв'язку. Його управління відповідало за розробку проєкту «закон „про суверенний інтернет“ і законопроєкту про обмеження частки іноземців в компаніях, що володіють значущими російськими сайтами, який був внесений до Держдуми в кінці липня 2019 року депутатом Антоном Горелкіним. Також з подачі Липова в кінці 2019 року розпочато розслідування про виведення за кордон близько 470 тисяч дефіцитних IPv4- адрес, раніше підвідомчих державному АНО РосНДІРГМ. У порушеній пізніше кримінальній справі в якості обвинуваченого був притягнутий один із творців російськомовного сегмента інтернету, екс-заступник міністра зв'язку Олексій Солдатов і його партнери.
29 березня 2020 року призначений на посаду керівника Роскомнадзора.

## Міжнародні санкції
На початку червня 2022 року Європейський Союз вніс Липова до списку санкцій як відповідального за придушення вільних ЗМІ в Росії у зв'язку зі вторгненням Росії в Україну. ЄС вважає, що Липов несе відповідальність „за рішення, які призвели до цензури та закриттю незалежних російських ЗМІ“ і за активну підтримку і здійснення дій і політики, які підривають і загрожують територіальній цілісності, суверенітету і незалежності України», а також її стабільності і безпеці.
8 липня 2022 року внесений до санкційного списку Канади «російських агентів дезінформації» за «сприяння та підтримку неспровокованого та невиправданого вторгнення Росії в Україну»
З аналогічних підстав знаходиться під санкціями Швейцарії, Австралії, України та Нової Зеландії. 
Фігурант центру бази «Миротворець».